# Oecetis squamosa
Oecetis squamosa är en nattsländeart som beskrevs av Douglas E. Kimmins 1962. Oecetis squamosa ingår i släktet Oecetis och familjen långhornssländor. Inga underarter finns listade i Catalogue of Life.